# Tetiana Malkova
Tetiana Olehivna Malkova (Kiev, 16 de septiembre de 1988) es una actriz, cantante y presentadora de televisión ucraniana.

## Biografía
Malkova nació el 16 de septiembre de 1988 en Kiev. Interesada en la danza, se formó en coreografía y trabajó como gimnasta aérea en un estudio de circo. A los diecisiete años empezó a dedicarse activamente a la música. Malkova se licenció en la Universidad Pedagógica Nacional Drahomanov y en la Universidad Nacional de Economía de Kiev.
Como cantante, se ha desempeñado como solista del grupo Deva Jazz y fue finalista en la tercera temporada del programa de telerrealidad La Voz en Ucrania. De 2011 a 2013, fue presentadora de programas en el canal Pershiy Avtomobilny, donde también ejerció como productora ejecutiva. En 2013 fue presentadora del programa Pydyom en la cadena Novyi Kanal. De 2014 a 2016 fue presentadora del programa Jedi en el canal 2+2. Entre 2015 y 2017 figuró en el programa Made in Ukraine del estudio Kvartal 95. También ha participado como actriz en seriados como Bedziemy mieszkac razem, Na dobre i na zle y Kozaky. Absolyutno brekhlyva istoriya.
Está casada con el director Dmytro Malkov y tiene dos hijos.

## Filmografía

### Cine y televisión
| Año  | Título                                | Papel         | Notas        |
| ---- | ------------------------------------- | ------------- | ------------ |
| 2018 | Mentovskie voyny. Kharkov             | Mazur         |              |
| 2018 | God sobaki                            | Lika          |              |
| 2020 | Dilnychnyy z DVRZ                     |               | 15 episodios |
| 2020 | Kozaky. Absolyutno brekhlyva istoriya | Kateryna      | 12 episodios |
| 2021 | Dramatize Me                          |               |              |
| 2021 | Vskrytiye pokazhet                    |               | 1 episodio   |
| 2021 | Moya ulyublena strashko               | Olya          |              |
| 2022 | Authorized to State                   | Lilia         |              |
| 2022 | LoveBuster                            |               |              |
| 2023 | Fatal Nudes                           | Rachel        |              |
| 2023 | The Taste of Freedom                  | Lesya         |              |
| 2023 | Na dobre i na zle                     | Olena Kosenko | 26 episodios |
| 2024 | Bedziemy mieszkac razem               | Olena         | 3 episodios  |
| 2024 | Game Over                             | Lena          |              |
| 2024 | The Witch: Revenge                    | Olena         |              |
| 2025 | Blind Vacation                        | Anna          |              |
| 2025 | Age Gap                               |               |              |